# Martin Ádám
Martin Ádám (ur. 6 listopada 1994 w Segedynie) – węgierski piłkarz grający na pozycji napastnika, reprezentant Węgier. Uczestnik Mistrzostw Europy 2024.